# 熊久保勅夫
熊久保 勅夫（くまくぼ ときお、1931年8月7日 - 2012年12月30日）は日本の実業家、馬主。東北サファリパーク、那須サファリパーク、エビスサーキット、那須ワールドモンキーパーク、岩手サファリパーク創業者。息子は熊久保信重。

## 来歴
勅夫は、満州事変がはじまる前月の1931年8月7日、栃木県黒磯市（現在の那須塩原市）高林にて、酒造業や木材・木炭の取引業などを営む熊久保家の次男として生まれた。学校の勉強よりも自然から学ぶことを好んで山を駆け回り、「普通の悪ガキ」に育った少年時代を過ごした勅夫は、戦後の混乱期の中で高校を出ると同時に、東京都江東区深川の材木問屋へ丁稚奉公に行き、そこで3年間の修行を積んだ。
黒磯市の実家に戻ってからの勅夫は、木材・木炭の家業に携わるようになるが、当時は好調であった木炭の取引について、将来的に訪れる需要の落ち込みを察知していた。そこで申し出たのが父親が所有する山の一角にあった温泉宿の経営であった。勅夫は1955年に温泉宿を譲り受けると黒磯市に移築、割烹旅館としてリニューアルオープンさせた。戦争の食糧難の記憶も覚めやらぬ中、贅沢な「牛乳風呂」をはじめたのが好評となった旅館は大繁盛した。木炭の需要は予測どおりとなり、1950年代後半の電気炊飯器の発売と普及によって、その後の栃木県産の木炭の需要は急激に減少しだした。
地元で旅館を流行らせた若旦那となった勅夫は、羽振りが良くなった勢いで遊興にふけるようになっていき、やがて博打にも手を染めるようになってしまい、1962年のある日、おいちょかぶで大負けして財産のほとんどと旅館を失うはめになり、かろうじて手元に残った乗用車1台で妻子とともに黒磯市を出て、福島県郡山市に移り住むことになった。その先で乗用車とトラックを交換すると材木の運搬で家族を養いながら資金を蓄え、1966年には郡山市で不動産仲介業を手掛ける会社を設立した。土地の分譲に関わる事業はいざなぎ景気の波に乗り、ひたすら働いた勅夫の会社は開業3年目にして年商が数十億円となる急成長を遂げ、ヘリコプター3機を所有し東北地方・関東地方を自在に移動するほどの成功を収める。
その後も会社の成長の勢いが衰えることなく、念願の目標であった売上高100億円台を達成した1973年、同年11月の高度経済成長期の終焉とともに、同月12日の朝、仙台国税局から脱税容疑で強制捜査を受ける。この時期に国税庁からスケープゴートにされ「濡れ衣を着せられた」とも嘆いていた勅夫は、マスコミへの一方的な査察調査結果のリークによって世間からの信用を失ってしまう。勅夫の会社の「ゑびす商事」は容疑の段階にもかかわらずメディアから大々的にバッシング受けた。けっきょく調べが進むと仙台国税局は容疑事実なしであったと認めるが、福島民友以外の無責任なマスコミは訂正記事を出すのを拒み、脱税の疑いが晴れても後の祭であった。そこへ1974年5月11日、社有のヘリコプターが牧場に墜落して炎上する事故を起こし、パイロットが死亡、乗っていた社員3人も重傷を負う惨状に見舞われるという弱り目に祟り目が重なり、勅夫は破産寸前の状態に陥った。しかし、転んでもただでは起きない性分の勅夫は、この際にもかろうじて手元に残った牧場の土地を活かす新事業のアイデアを模索しはじめる。
そんなある日、出先の電気屋のテレビに映っていた映像で、1975年11月に日本で初めて開園した宮崎サファリパークの様子を見て、「あっ、これだ」と思った勅夫は自分でも牧場を転用して野生動物の放し飼いをやってみようと考え、1977年ごろには手作りによるサファリパークの仮設・運営からはじめた。当初は野生動物の専門家から、冬には雪が積もり寒さの厳しい東北地方の福島県でアフリカの動物が飼育できるわけがない、と言われるなど失笑に付されていたが、勅夫は実際に当地で自分の手によってライオンを飼いながら観察し、寒さに対する意外な適応力を持っているのを見抜いていた。こうして1978年4月に正式オープンを果たした東北サファリパークは、初日から周辺の道路で交通渋滞が発生するほどの大盛況となった。続けて1980年に栃木県那須郡那須町にて開園した那須サファリパークも大好評となる。1989年までには東北サファリパーク周辺の土地を整備し、社会問題化していた暴走族や走り屋のためにコースを敷き、エビスサーキットを開設した。ところが同年12月、東北サファリパークにおいて飼育員がトラに襲われ大けがを負う事故が発生している。
それからスキー場やホテル、サーカスの経営に乗り出すなど事業を拡張しながら、競走馬を120頭ほど所有し地方競馬の賞金王にも1度輝く馬主となった勅夫は、数十万坪の不動産をも持つようになり、自伝を出した際のタイトルとなる推定資産150億円を築いた。1996年には那須サファリパークの近隣に那須ワールドモンキーパークを開園させ、同園のチンパンジー「モモ」が『どうぶつ奇想天外!』などのテレビ出演でお茶の間の人気を博した。自伝やさらなる著書の上梓に前後してテレビ出演を重ねていた最中、今度は那須サファリパークで1997年と2000年の2度にわたり飼育員がライオンに襲われ大けがを負う事故が起こった。
他方で、東北サファリパークでは秘宝館なる18歳未満立ち入り禁止の施設が併設されるに至ったが、2006年2月に利用客からの通報を受けていた福島県警察によって同年5月18日、わいせつ図画陳列容疑で摘発され、同施設の企画に携わる社員2人とともに自らが逮捕される事態となった。同じタイミングで、福島銀行郡山支店の金庫から現金1億6000万円が紛失していたとの報道があった。その後、容疑の同行元契約社員は逮捕されたが、当時、勅夫はメインバンクである同行の個人筆頭株主となっていた。2001年に同行に対し金融庁から早期是正措置が発動され取り付け騒ぎとなった際には、「逆をやって度胆を抜かしてやる」つもりで他行から1億円を引き出し、持参して同行へ叱咤激励に出向いて行ったという。

東北サファリパークのフラミンゴショ―

福島銀行の取り付け騒ぎがあった2001年は、千葉県勝浦市の動・植物園を中心にしたレジャー施設の「行川アイランド」が深刻な経営不振に陥ったのを理由に閉園した。
行川アイランドと言えば、当時日本で唯一のショーができるフラミンゴがいることで知られていたが、閉園後のフラミンゴたちの行き場が定まっておらず、そこでやはり、当時日本で唯一の毎年黒字のサファリパークを経営する勅夫のところへ、餌やりの維持や飼育環境の確保もできずに持て余していた関係者が「なんとかしてくれませんか」と協力を願いに行った。その結果、120羽をただ同然で譲り受けて飼育することになるが、フラミンゴの芸はしっかりとしたままで即戦力となりサファリパークに新風を巻き起こした。こうして2003年ごろから行ったフラミンゴショーの開催は、年間1億5000万円くらいにはなるという増収効果をもたらした。フラミンゴたちは沢山の人に見てもらおうと、サファリパークとモンキーパークに分けられることとなったが、キューバから新たに100羽を連れてきて再編成すると一段と賑やかになった。そのようなまさに“捨てる神あれば拾う神あり”の言葉にあるような、だめな人間にだめにされそうな境遇の動物たちとの巡り合わせが功を奏するかたちとなった事例は、イノシシのショーや猿劇場の発端についてのエピソードなど枚挙にいとまがない。
2008年春には岩手県東磐井郡藤沢町にて岩手サファリパークを開園した。2005年に1市6町村が合併して新市となる一関市が発足した際、藤沢町は借金残高が予算の3倍を超えている等の深刻な財政難を理由に参加を見送った。そのような町民の力だけでは立て直しが困難な状況にある藤沢町へ2007年5月、勅夫は年間4000万円から5000万円は飼料代がかさむという牧草の買いつけに訪れた。そこへ地元農業者のほうからラブコールがあったといい、それに応じた勅夫の尽力によって同年8月には着工するほど、話はとんとん拍子に進んでいった。その甲斐もあり、藤沢町は胸を張って2011年9月26日、“新生「一関市」”の仲間入りを果たした。
商売柄「親の死に目にも会えない」のを覚悟するよう言いつけていたという勅夫であったが、2012年12月30日午前10時21分、家族全員に看取られ死去。81歳没。

## 人物
勅夫は朝は3時に起床し夜9時・10時まで働き、365日無休で自らが陣頭指揮を執り、自己管理の徹底により病気その他で休むことすら極力避けていたという。加えて、「働いて得た金」を投資や不動産等の購入にあてては「稼ぐ」ことで、1人で5人分の人生になるのだと自負していた。
根本的に自然には計り知れない創造性があり、裸の自分は「それを利用する名人でありたい」との信条があった。また、財界・政界のような集団には関与しない、そもそも政治家は嫌いで、他の事業家とも発想が異なるので、話にならないのであれば利用価値もないとしていた。商工会議所に加入はしても時間がもったいないので会議には一度も行ったためしがないとのことであった。自己管理の徹底については、「自分の体内時計を絶対に狂わせない」ために寄り合いで夜まで付き合うことはせず、自宅に他人を招き入れることも絶対ないと語っていた。
勅夫への取材で、上記をサファリパークの事務所で見たことに触れた都築響一は、この社訓の汎用性の高さに驚き、「紆余曲折の果てに辿り着いたのは、実はものすごくまともな正道」と評している。
このような勅夫の経営哲学における役割として、知恵を出すにあたって大金を投じることになる事業の創出は、直観力と洞察力に優れて非凡な「欲と二人連れで寝る」自分のような経営者に任せればよいとの区別があった。かように給料をもらって働きながら金の貪欲にたどりつかずにいる平凡な社員に対し、重要な任務を与えてしまう会社こそ「だから、それが馬鹿だ」と意見している。勅夫は、特定の集団、いわゆる鉄のトライアングルのような癒着構造、馴れ合いに加わるのを邪悪とみなしていたが、全国で相次いで経営破綻している第三セクターに見られる杜撰な体質の背景には、「お役所商売」の形式ばかりに囚われ当初から嘘か本当かだけで推し進めるステレオタイプがあるとした。そういった勅夫の錬金術が語られる一方で、1997年に那須サファリパークで21歳の飼育員と19歳の実習生の女性2人がライオンに襲われ、重軽傷を負う事故が発生した際には、同園が日本動物園水族館協会に未加入であったことが問題にされた。同協会が整備した共通マニュアルによる連携をハード・ソフト両面から拡充することに難色を示し、毎年の定期検査にやってくる栃木県動物愛護指導センターからの加入要請を無視し続け、独自マニュアルですら未整備であったのが事故を招いたと非難された。

## 被災
2011年3月11日に発生した東北地方太平洋沖地震では、福島県二本松市のエビスサーキットで地割れやガレージの崩落が起こるなどの被害に遭ったが、社員一同が力を合わせることで復旧の見通しはすぐに立った。しかし十年後の2021年2月13日に発生した福島県沖地震でエビスサーキットは斜面崩壊の直撃を受け、施設に甚大な被害をもたらした。

## 著書
- 『俺の人生三百年 600円を150億にした男』市井社、1993年10月。ISBN 4-88208-026-5。
- 『野生動物の母に学べ! 子育ての原点』市井社、1994年11月。ISBN 4-88208-033-8。